# انسلادوس
انسلادوس (به یونانی: Εγκέλαδοςl) (تلفظ: ‎/ɛnˈsɛlədəs/‎) ششمین ماه بزرگ زحل است که در سال ۱۷۸۹ توسط ویلیام هرشل کشف شد. کاوشگرهای وویجر در دههٔ ۱۹۸۰ بر سطح آن یخ یافتند. قطر انسلادوس تنها ۵۰۰ کیلومتر است و همهٔ پرتوهای تابیده‌شده از خورشید را بازمی‌تاباند. در هنگام ظهر دمای سطح آن منفی ۱۹۸ درجهٔ سلسیوس است.
سن انسلادوس ۱۰۰ میلیون سال تخمین زده شده‌است. در سال ۲۰۱۴ بر اساس پژوهش‌های ناسا مشخص شد که یک اقیانوس زیرسطحی به عمق ۱۰ کیلومتر در آن وجود دارد.

## فوراه‌های آب
از سال ۲۰۰۵ میلادی بشر از وجود یخ‌فشان‌های مرموز در انسلادوس آگاه بوده‌است. فضاپیمای کاسینی برای نخستین‌بار در ژوئن ۲۰۰۵ موفق به مشاهدهٔ یخ‌فشان‌های عظیم نیم‌کرهٔ جنوبی انسلادوس شد. کاسینی از سال ۲۰۰۴ تا ۲۰۱۷ بارها از میان این فوران‌ها و حلقه «ای» (E) عبور کرد. آب فوران کرده از این آبفشان‌ها داغ است. هر چند هنوز خاستگاه چنین پدیده‌ای به‌درستی مشخص نشده، اما به احتمال زیاد این فوران‌ها ریشه در لایه‌ای درونی از آب مایع دارند.
دانشمندان حدس می‌زنند که فشار گرانشی اعمال‌شده از جانب زحل، درون خاموش این قمر را بار دیگر زنده ساخته و بدین واسطه بخشی از اقیانوس زیرسطحی و یخ‌بستهٔ انسلادوس را ذوب کرده باشد.

## بررسی وجود حیات
بررسی‌های در حال انجام بر روی داده‌های کاسینی نشان می‌دهد که محیط چاه گرمابی انسلادوس می‌تواند برای برخی از میکروارگانیسم‌های موجود در چنین دریچه گرمابی زمین، محیطی قابل سکونت باشد. متان یافت شده در ستون نیز می‌تواند توسط چنین موجوداتی تولید شده باشد.

### کشف ترکیبات زیستی در آب قمر
در تحلیل و تفسیر ناسا از داده‌های مدارگرد کاسینی، وجود عناصر کربن، نیتروژن و اکسیژن به‌صورت محلول در آب تأیید شده‌است. هر چند ناسا از وجود چنین عناصری در انسلادوس آگاه بود؛ اما کشف این عناصر در آب، بی‌شک دروازه‌ای تازه از امید به وجود زیست فرازمینی را به روی انسان می‌گشاید.

### کشف فسفر
در ژوئن ۲۰۲۳ پژوهشگران با تحلیل داده‌های کاسینی، به وجود فسفر در آب زیر یخ انسلادوس پی بردند. به این ترتیب همه مواد لازم برای امکان وجود حیات در قمر کیوان وجود دارد. این فسفر به صورت فسفات‌های سدیم با تراکم بالا به صورت ذرات یخی در آب فوران‌های انسلادوس یافت شد. این نخستین بار است که ترکیب‌های فسفات در جایی غیر از زمین پیدا می‌شود. نکته مهم این است که تراکم آن در اقیانوس انسلادوس خیلی بیش از اقیانوس‌های زمین است. اما به معنی یافتن حیات در ششمین قمر بزرگ کیوان نیست. این یافته، انگیزه خوبی برای بازگشت به این کره با ابزارهای پیشرفته را برای بررسی شواهد زیستی در آب است.

## تاریخچه کشف و نامگذاری
انسلادوس در تاریخ ۲۸ اوت ۱۷۸۹ توسط ویلیام هرشل در حین اولین آزمایش تلسکوپ جدید خود کشف شد و اطلاعات کمی دربارهٔ آن موجود بود تا اینکه در دههٔ ۱۹۸۰ دو فضاپیما وویجر ۱ و وویجر ۲ به نزدیکی آن فرستاده شدند. نام «انسلادوس» توسط جان هرشل (پسر ویلیام هرشل) پیشنهاد و در نهایت پذیرفته شد.

## نگارخانه

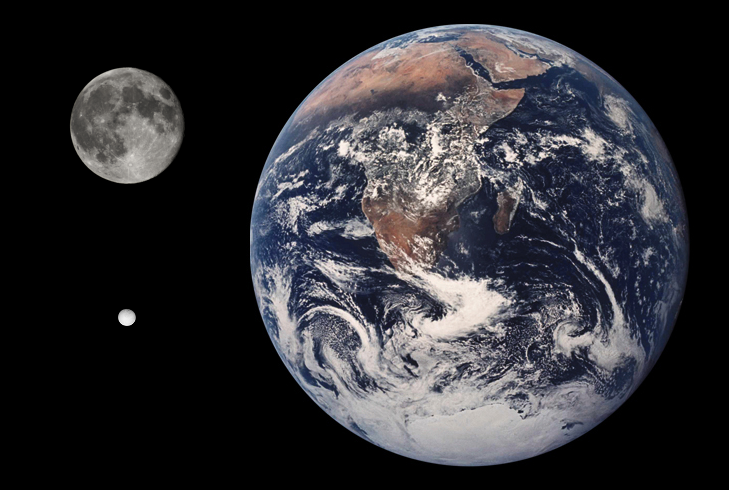
مقایسهٔ زمین و ماهِ زمین با اِنسِلادوس در گوشهٔ پایین تصویر
- فیلم یخ‌فشان در قطب جنوب انسلادوس
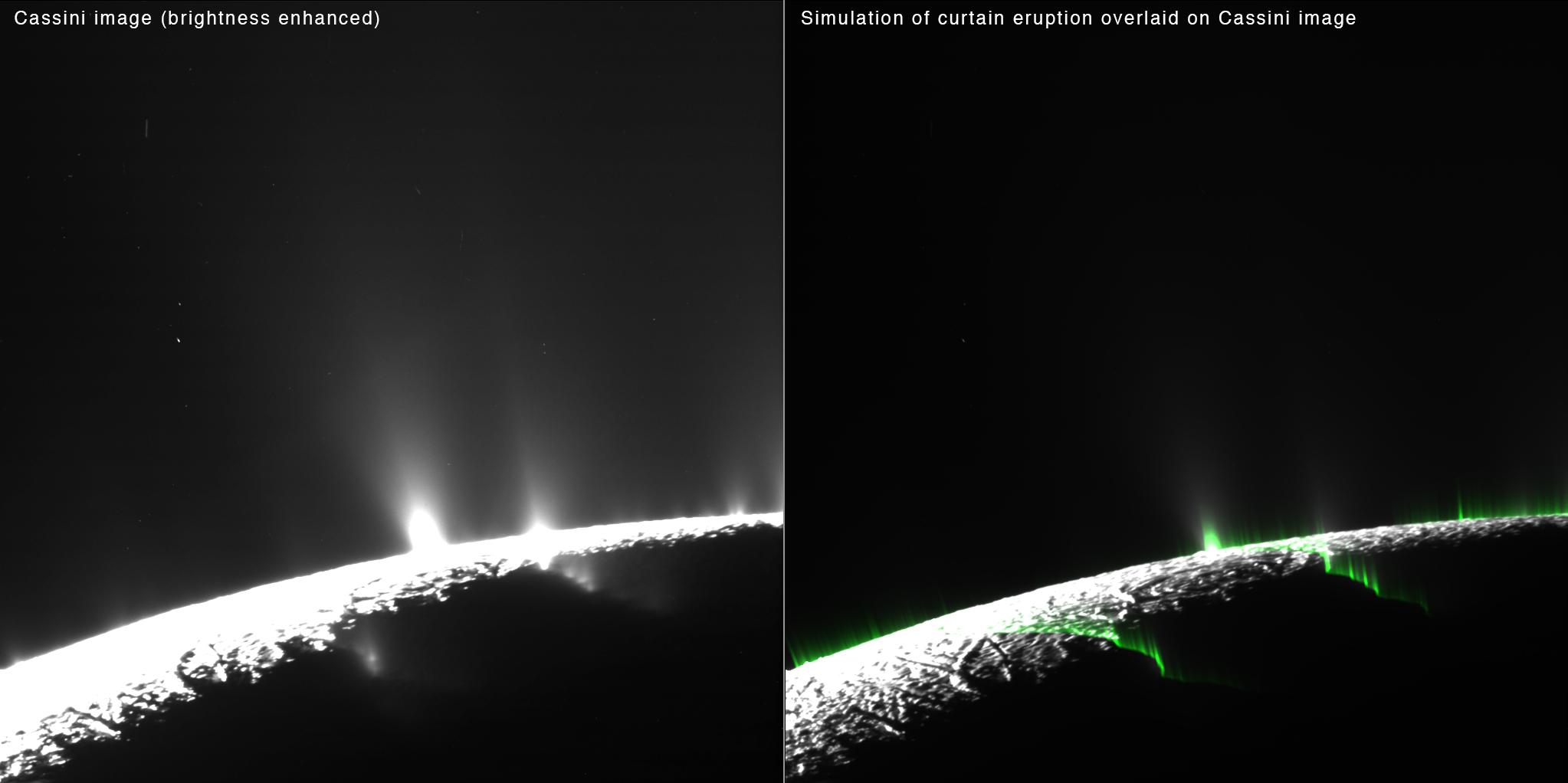
باریکهٔ نور مربوط به یخ‌فشان
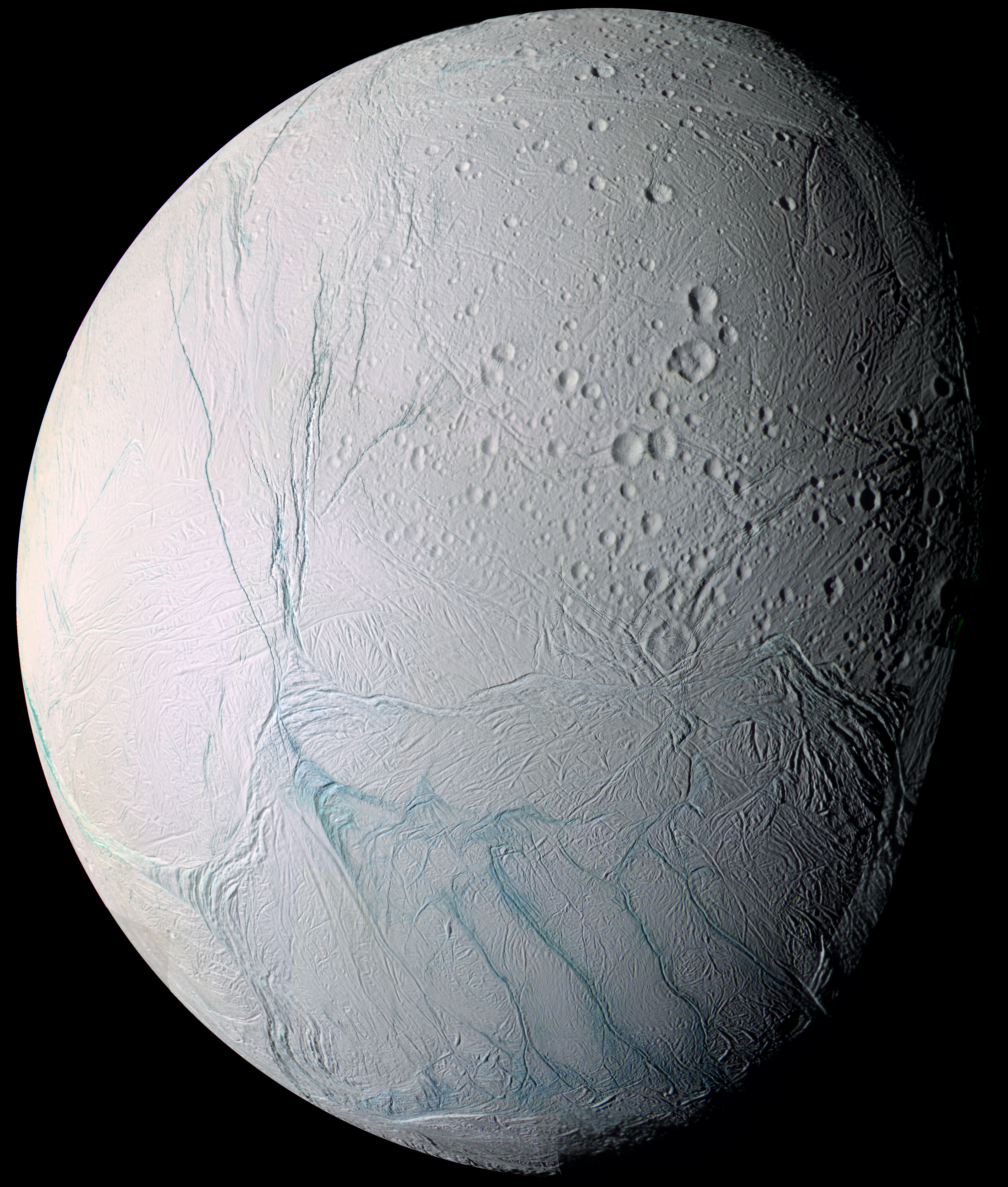
نمایی از سطح انسلادوس
نمایی از مسیر پاشش یخ‌فشان از قطب جنوب انسلادوس
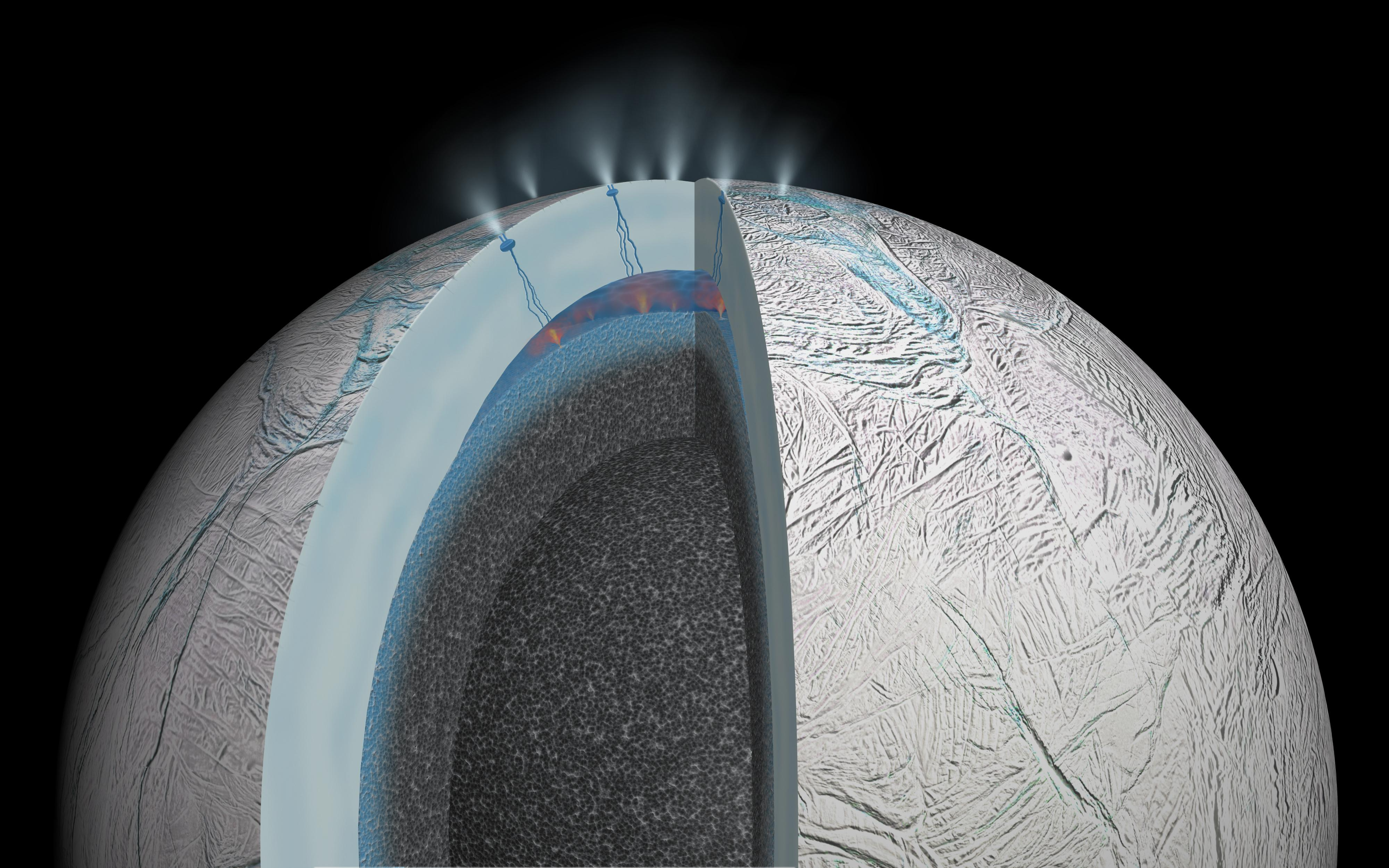
تصویری گرافیکی از وجود اقیانوس‌های زیرسطحی در انسلادوس
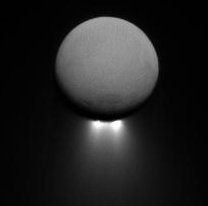
تصویری از یخ‌فشان که در سال ۲۰۱۷ ثبت شده‌است.
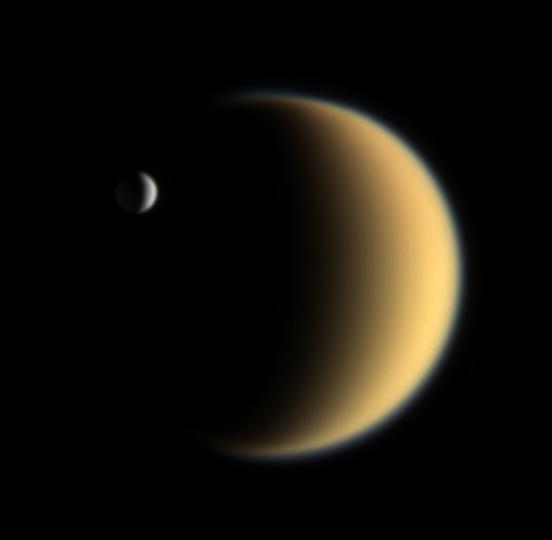
نمایی از گذر انسلادوس از مقابل بزرگ‌ترین ماه زحل تیتان
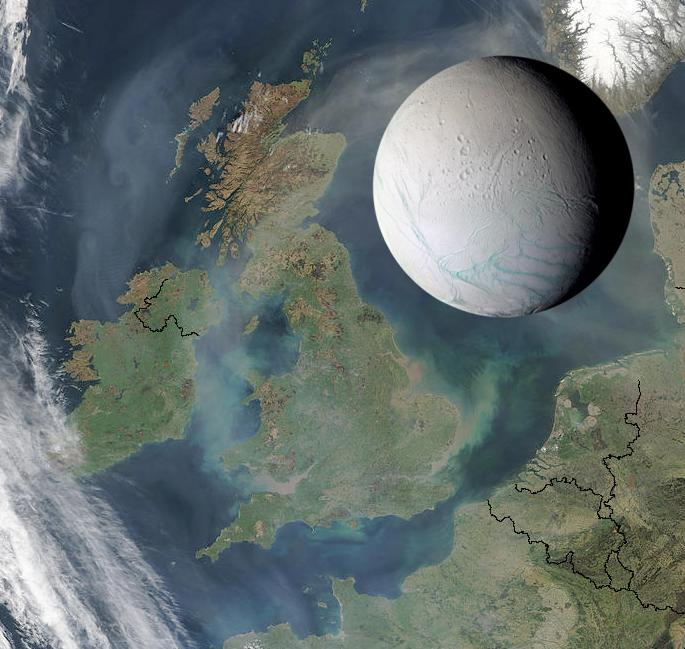
مقایسهٔ اندازهٔ انسلادوس با بریتانیا
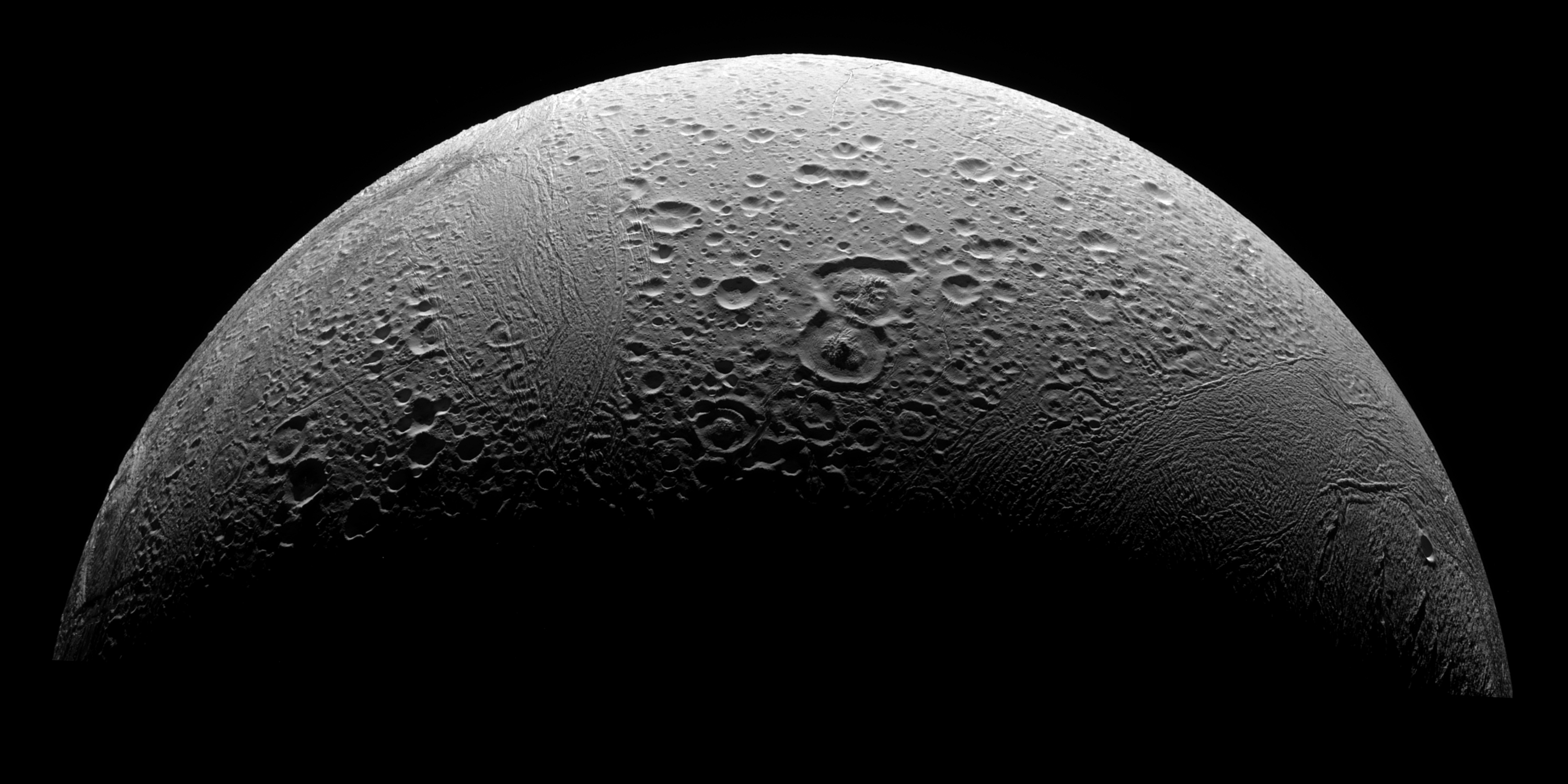
نمایی از برخورد (در گذشته) اجرام کیهانی با سطح انسلادوس